# Andrzej Wojciechowski (muzyk)
Andrzej Wojciechowski ps. „Idon” (ur. 27 sierpnia 1930 w Łodzi, zm. 20 maja 2018 tamże) – polski trębacz jazzowy, członek zespołu Melomani.

## Życiorys
W latach 1951–1954 studiował filologię rosyjską na Uniwersytecie Łódzkim. W 1957 ukończył studia na Wydziale Organizacji Produkcji Filmu w Państwowej Wyższej Szkole Filmowej w Łodzi. Od początków istnienia był członkiem założonego w Łodzi zespołu jazzowego Melomani, w którym grał początkowo na trąbce. Był także związany z Studenckim Teatrem Satyry „Pstrąg”. Jednocześnie od lat 50.XX wieku związany z redakcją muzyczną Polskiego Radia, a następnie pracował jako kierownik produkcji w Łódzkim Ośrodku Telewizyjnym. W późniejszym czasie zasiadał m.in. w jury Festiwalu Filmowego im. Krzysztofa Komedy. Współtworzył Polskie Stowarzyszenie Jazzowe oraz Polskie Archiwum Jazzu. Za całokształt działalności został uhonorowany przez Stowarzyszenie Jazzowe Melomani – „Jazzowym Oscarem”.
Pochowany na cmentarzu ewangelicko-augsburskim w Łodzi, przy ul. Ogrodowej 43 (kw. 35).
Wystąpił w filmach Niewinni czarodzieje w reż. Andrzeja Wajdy i Był jazz w reż. Feliksa Falka – w roli samego siebie.